# تجربة تشادويك
درس الألمانيان فالتر بوته و هربرت بيكر الأشعة الكونية عام 1930م، واكتشفا أن العناصر الكيميائية الخفيفة مثل البريليوم التي تقصف عليها جسيمات ألفا (نوى الهيليوم) تُصدر أشعة فائقة النفاذية، وافترضا انتماءها إلى منطقة غاما من الطيف الكهرطيسي، ولكنها على نحو متناقض، أكثر طاقة بكثير من تلك المنبعثة من النوى المشعة أو في التحولات النووية. وبدءًا من هذه النتائج، سعى الفرنسيان إيرين جوليو-كوري و فردريك جوليو-كوري عام 1931 إلى فهم حقيقة إشعاع بوت-بيمر، وقد اكتشفا قدرته على تحريك  نوى الذرات (وخاصةً البروتونات). وفسرّا الظاهرة، منطقيًا، على أنها ظاهرة كومبتون بين عنصر خفيف وأشعة غاما، التي قدّرا طاقتها -التي كانت هائلة في ذلك الوقت- بـ 50 ميغا إلكترون فولت.
في عام 1932، في إنجلترا، أكد جيمس تشادويك — الذي ربما كان أبرع تلاميذ إرنست رذرفورد — النتائج السابقة واستخدمها للمضي قدمًا في محاولة قياس طاقة النوى المقذوفة أثناء قصف نوى البريليوم بجسيمات ألفا؛ وسرعان ما توصل إلى استنتاج مفاده أن الإشعاع شديد الاختراق الذي لوحظ لا يمكن أن يكون إشعاعًا غاما ذو طاقة عالية للغاية، بل إشعاعًا ماديًا، يتكون من جسيمات ذات كتلة قريبة من كتلة البروتون، ولكنها خالية من الشحنة الكهربائية (أي لا تنحرف في مجال كهربائي أو مغناطيسي)، وهنا قد اكتشف النيوترون.
في 3 يونيو 1920، سُمِع تشادويك رذرفورد، في دائرة المعتادين على حضور محاضرات بيكرية للجمعية الملكية، يعبر عن فكرة وجود نوع من الذرات ذات كتلة بروتونية وشحنة صفرية ليست هيدروجينًا: هذا الجسم، الذي لا يخضع للتنافر الكهربائي الذي تتعرض له البروتونات وجسيمات ألفا، يجب أن يكون قادرًا على الاقتراب من النوى والدخول إليها بسهولة. تذكر تشادويك هذه المحاضرة بعد 12 عامًا، عندما كان عليه تفسير نتائج تجاربه.